# Mercedes-Benz Betriebskrankenkasse
Die Mercedes-Benz Betriebskrankenkasse (Mercedes-Benz BKK) ist die betriebsbezogene Betriebskrankenkasse der Mercedes-Benz Group AG und der Daimler Truck Holding AG mit Sitz in Stuttgart und eine Körperschaft des öffentlichen Rechts.

## Geschichte

Ehemaliges Logo

Die heutige Mercedes-Benz BKK geht auf die am 1. Juli 1974 gegründete BKK Hanomag-Henschel, später BKK Mercedes-Benz, zurück. Sie war anfangs für 6.276 Mitglieder an den Daimler-Standorten Bremen, Hamburg und Hannover zuständig; zwei Jahre später kam der Standort Kassel hinzu. Zum 1. Juli 2001 ist die Daimler Betriebskrankenkasse errichtet worden und ist hervorgegangen aus der Vereinigung der ehemals selbständigen Betriebskrankenkassen DaimlerChrysler (Stuttgart), EvoBus (Ulm) und Mercedes-Benz (Bremen). Sie ist eine betriebsbezogene Betriebskrankenkasse: das heißt, nur Mitarbeiter der Mercedes-Benz Group AG und der Daimler Truck Holding AG und deren Familienangehörige können in der Mercedes-Benz BKK Mitglied werden. Mitarbeiter, die das Unternehmen verlassen, können trotzdem Mitglied bleiben. Wer familienversichert ist und mit Aufnahme einer Beschäftigung selbst versicherungspflichtig wird, kann selbst Mitglied der Mercedes-Benz BKK werden, auch wenn die Beschäftigung außerhalb der Mercedes-Benz Group AG und der Daimler Truck Holding AG stattfindet. Am 1. Oktober 2022 wurde die Krankenkasse zur Mercedes-Benz Betriebskrankenkasse umbenannt.

## Struktur
Die Mercedes-Benz BKK betreibt Kundencenter an allen großen Standorten der Mercedes-Benz Group AG und der Daimler Truck Holding AG in Deutschland. Zentrale Aufgaben werden auch in Bremen erfüllt. Die über 300.000 Versicherten werden von 331 Mitarbeitern betreut.

## Beiträge
Seit 1. Januar 2009 werden die Beitragssätze vom Gesetzgeber einheitlich vorgegeben. Es wurde bis Ende 2014 kein Kassenindividueller Zusatzbeitrag erhoben. Ab dem 1. Januar 2015 erhebt sie einen einkommensabhängigen Zusatzbeitrag in Höhe von 0,9 Prozent des beitragspflichtigen Einkommens.
Die Mitglieder des Verwaltungsrates haben in ihrer Dezembersitzung 2015 einen Zusatzbeitrag von 1,0 Prozent beschlossen. Durch diese Anhebung um 0,1 Prozent beträgt der Beitragssatz ab 2016 insgesamt 15,6 Prozent. Im Dezember 2017 hat der Verwaltungsrat der Daimler Betriebskrankenkasse beschlossen, den kassenindividuellen Zusatzbeitragssatz ab 1. Januar 2018 auf 0,9 Prozent zu senken. Im Dezember 2018 erfolgte der Beschluss des Verwaltungsrats, den Zusatzbeitrag zum 1. Januar 2019 auf 0,8 Prozent zu senken. Ab dem 1. Januar 2021 betrug der Zusatzbeitragssatz 1,3 Prozent. Zum 1. Januar 2024 erfolgte eine Anpassung auf 1,7 Prozent.